# Sygate Technologies
Sygate Technologies var ett i USA baserat företag som specialiserat sig på säkerhetsprogram för konsumenter och servrar för företag.
Det köptes upp i augusti 2005 av Symantec varefter alla produkter för konsumenter slutade att tillverkas.